# Radkov, Žďár nad Sázavou
Radkov là một làng thuộc huyện Žďár nad Sázavou, vùng Vysočina, Cộng hòa Séc.